# 库纳图尔
库纳图尔（Kunnathur），是印度泰米尔纳德邦Erode县的一个城镇。总人口7031（2001年）。

## 人口
该地2001年总人口7031人，其中男性3505人，女性3526人；0—6岁人口647人，其中男335人，女312人；识字率72.01%，其中男性为79.77%，女性为64.29%。